# Berberis longibracteata
Berberis longibracteata är en berberisväxtart som först beskrevs av Hisayoshi Takeda, och fick sitt nu gällande namn av J. E. Laferriere. Berberis longibracteata ingår i släktet berberisar, och familjen berberisväxter. Inga underarter finns listade i Catalogue of Life.